# A tengerszemű hölgy
A tengerszemű hölgy Jókai Mór regénye. Először a Fővárosi Lapok adta ki 1889-ben. A Magyar Tudományos Akadémia 1890-ben Péczely-díjjal jutalmazta. Az akadémiai jelentés szerint „írói erényei fényesen nyilatkoznak benne, s olyan elbeszélőt mutatnak, ki korunk egész irodalmának legjelesb prózai epikusai közé tartozik. Egyes rajzainak, jeleneteinek mély hangulatossága lángeszűségéből ered.” Az egyik kritikus pedig a regény költői prózáját Arany János versművészetéhez hasonlította.

## Háttere
A 19. század második felében több olyan mű jelent meg az európai irodalomban, amely a korszak ellentmondásait női sorsokon keresztül mutatja be. Ebbe a vonulatba illeszkedik A tengerszemű hölgy is, amelyet Sőtér István „az aláhanyatlás, a kiszolgáltatottság, a könnyelműség és a zabolátlanság emberi-társadalmi tragédiájaként” aposztrofál. Ezzel szemben Fábri Anna a női önfeláldozás példáját látja a hősnőben, aki több Jókai-szereplőhöz hasonlóan (Politikai divatok, A kőszívű ember fiai, Börtön virága) a szabadság ügyéért kockára teszi női értékeit.
A regény bőséggel tartalmaz önéletrajzi elemeket is: a regénybeli Erzsike a komáromi Domonkos Lidi alakját idézi fel, az író bükki bujdosását természetleírással mutatja be.